# 174
Het jaar 174 is het 74e jaar in de 2e eeuw volgens de christelijke jaartelling.

## Gebeurtenissen

### Italië
- Keizerin Faustina de Jongere die haar echtgenoot Marcus Aurelius vergezelt op zijn veldtochten, krijgt de eretitel Mater Castrorum (Moeder der Legerkampen).